# Хиллер, Каролина
Каролина Хиллер (англ. Carolina Hiller; род. 5 июля 1997 года, в Принс-Джордж, Канада) — канадская конькобежка, 2-кратная чемпионка мира, 3-кратная чемпионка Канады.

## Биография
Каролина Хиллер начала заниматься конькобежным спортом в возрасте 13 лет в клубе "Prince George Blizzard". В 2012 году выиграла чемпионат Канады среди юниоров на дистанции 3000 м, а в 2014 году стала 1-й в многоборье на чемпионате Британской Колумбии и заняла 3-е место на чемпионате Канады по шорт-треку в своей возрастной группе. На Зимних играх Канады 2015 года Каролина завоевала серебряные медали на дистанции 1000 метров и в масс-старте.
После окончания средней школы в 2017 году она переехала из Принс-Джорджа в Калгари, где провела четыре года в программе национальной сборной Канады "Next Gen", а с 2022 года тренируется в Олимпийском овале Калгари под руководством тренера Кевина Крокетта. В сезоне 2021/22 она дебютировала на Кубке мира и участвовала на чемпионате четырёх континентов в Калгари, где заняла 3-е место в командном спринте. 
В сезоне 2022/23 она выиграла чемпионат Канады в забеге на 500 м и стала 2-й в командном спринте на Кубке мира в Херенвене, в Калгари и Томашув-Мазовецком. В марте 2023 года на своём дебютном чемпионате мира на отдельных дистанциях в Херенвене она завоевала золотую медаль в командном спринте вместе с Ивани Блонден и Бруклин Макдугалл.
В 2024 году Каролина выиграла на чемпионате Канады две золотые медали на дистанции 500 м и по одной серебряной и бронзовой в забеге на 1000 м. Позже на чемпионате четырёх континентов вместе с подругами завоевала бронзу в командном спринте и в марте на чемпионате мира на отдельных дистанциях выиграла золотую медаль в командном спринте, став двукратной чемпионкой мира.

## Личная жизнь
Каролина Хиллер окончила Университет Калгари на факультете кинезиологии. Она работает молодёжным волонтёром в Университетской больнице Северной Британской Колумбии и основным тренером по конькобежному спорту с 2011 года. Увлекается живописью и садоводством. Её брат-близнец Николас Хиллер также выступал в конькобежном спорте и был членом канадской национальной сборной по программе "Next Gen".

## Награды
- 2010 год - Лауреат премии отца Форда за академическое и общее превосходство - Школа Непорочного Зачатия.
- 2012 год - Лауреат премии "Восходящий старт" - Pacific Sport Northern BC
- 2014 год - Лауреат молодежной премии за достижения в конькобежном спорте - Зал славы спорта Принца Джорджа[8]